# تد رانکن
تد رانکن (انگلیسی: Ted Ranken; ۱۸ مهٔ ۱۸۷۵ – ۲۷ آوریل ۱۹۵۰) ورزشکار اهل بریتانیا بود.
وی در مسابقات کشوری و بین‌المللی در مجموع برندهٔ ۳ مدال نقره شده‌است.